# John Ireland (Biograph)

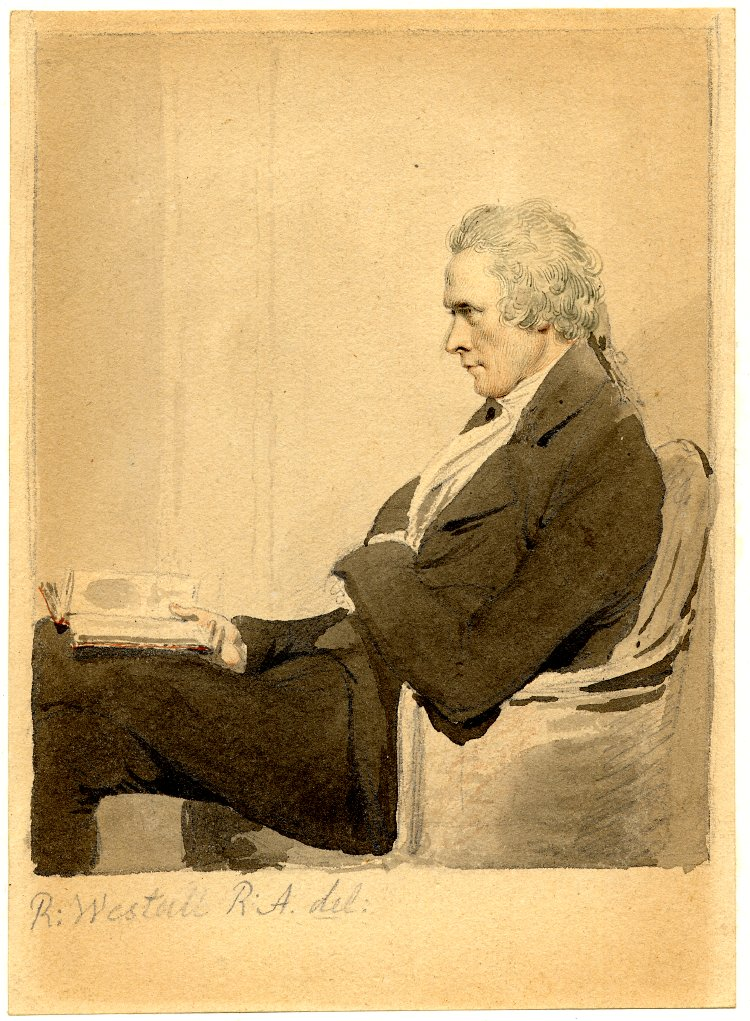
Porträt, angefertigt von Richard Westall

John Ireland (* um 1742 in Clive, Shropshire; † November 1808 in Birmingham) war ein englischer Biograph, Uhrmacher und Schriftsteller. Er wurde als Autor von Hogarth Illustrated bekannt.

## Leben
John Ireland wurde auf der Trench Farm in Clive geboren, auf der schon William Wycherley geboren wurde. Seine Eltern waren der Landwirt Thomas Ireland und die Pfarrerstochter Sarah Ireland, deren Großvater der Kleriker und Tagebuchschreiber Philip Henry (1631–1696) war.
Nach einer Ausbildung zum Uhrmacher bei Isaac Wood in Shrewsbury zog er nach London, wo er in der City in der Maiden Lane in seinem Ausbildungsberuf arbeitete. In London begann er zunächst mit der Veröffentlichung von Gedichten, Anekdoten, Kritiken und Besprechungen in verschiedenen Zeitungen. Er war mit dem Shakespeare-Schauspieler John Henderson (1747–1785), ebenfalls ein Hogarth-Sammler, befreundet, dessen Werke er posthum 1786 herausgab. In London galt er als Kunstkenner. John Boydell hatte Ireland deswegen mit der Herausgabe von ausführlich kommentierten Bänden über William Hogarths Kupferstiche beauftragt, die unter dem Titel Hogarth Illustrated erschienen und sich auch wegen des biographischen Inhalts zu einem Standardwerk entwickelten. Für eine Publikation seines Freundes William Julius Mickle verfasste Ireland 1794 ebenfalls eine ausführliche biografische Einleitung.
John Ireland wird ab und zu mit Samuel Ireland verwechselt, der auch zwei Bände über Hogarth geschrieben hat. Beide Autoren sind aber nicht miteinander verwandt.

## Werke
- Letters and Poems, by the late Mr John Henderson. Dublin 1786.
- Hogarth Illustrated. 2-bändiges Werk, London 1791; 2. korrigierte Ausgabe 1793; Ergänzungsband 1798; Neuauflagen: Band 3 1804; Bände 1–2 1806; Gesamtwerk 1812.
  - Band 1: Hogarth Illustrated. London 1791
  - Band 2: Hogarth Illustrated. London 1791
  - Band 3: A Supplement to Hogarth Illustrated. London 1798
- "Anecdotes of William Julius Mickle". In: William Julius Mickle: Poems, and a Tragedy. London 1794.